# Shu Mogi
Shu Mogi (født 15. januar 1999) er en japansk fodboldspiller, som spiller for den japanske fodboldklub Cerezo Osaka.